# مسده (مقاطعة تشالوس)
مسده (بالفارسية: مسده) هي قرية تقع في قسم كلارستاق الغربي الريفي (مقاطعة تشالوس) في إيران. يقدر عدد سكانها بـ 841 نسمة .